# Семёнов, Алексей Львович
Алексе́й Льво́вич Семе́нов (род. 13 октября 1950) — советский и российский учёный-математик, доктор физико-математических наук, академик РАН (2011), академик РАО (2010). Заведующий кафедрой математической логики и теории алгоритмов механико-математического факультета МГУ. Заведующий лабораторией инженерии знаний Института математических исследований сложных систем. Советник ректора МГУ (2023). Директор Института кибернетики и образовательной информатики им. А. И. Берга ФИЦ ИУ РАН, лауреат премии ЮНЕСКО.

## Биография
Родился в 1950 году в семье инженеров ― Льва Афанасьевича Семёнова и Евгении Тихоновны Семёновой. Окончил московскую школу № 7 с углублённым изучением математики и информатики. Поступил на мехмат МГУ, который окончил в 1972 году, однокурсниками были Г. А. Алексеев, В. А. Васенин, С. В. Гувернюк, А. В. Карапетян, В. В. Козлов, В. Е. Павловский, Е. И. Кугушев, Я. В. Татаринов.
Остался в аспирантуре на кафедре математической логики, научный руководитель — А. А. Мучник. Кандидат физико-математических наук (1975, диссертация «Об определимости в некоторых разрешимых теориях»), доктор физико-математических наук (1984, диссертация «Логические теории одноместных функций на натуральном ряде», защищена в МИАН им. В. А. Стеклова).
Специалист в области математической логики, кибернетики, теоретической информатики, образования. Наряду с научной, вёл педагогическую работу: сначала преподавал в своей бывшей школе, затем — в колмогоровском интернате при МГУ (СУНЦ МГУ) и на кафедре математической логики МГУ. Профессор (1998).
Заведовал лабораторией теории алгоритмов и лингвистического обеспечения научного совета Академии наук СССР по комплексной проблеме «Кибернетика», являлся заместителем руководителя проекта «Школа-1» АН СССР (руководитель — академик Е. П. Велихов). Соавтор первого учебника информатики для всех советских школ. В дальнейшем — руководитель авторских коллективов учебников по математике и информатике для начальной и основной школы. Был заместителем руководителя Департамента образования города Москвы.
В 1993—2013 годах — ректор Московского института открытого образования — МИОО (до 2002 года — Московский институт повышения квалификации работников образования). В 2003 году воссоздал школу № 179 как часть МИОО и вернул для работы в ней математика и педагога Н. Н. Константинова.
В 2013—2016 годах — ректор Московского педагогического государственного университета (МПГУ). С 1 сентября 2018 года — заведующий кафедрой математической логики и теории алгоритмов механико-математического факультета МГУ им. М. В. Ломоносова. С 2015 года — директор Института кибернетики и образовательной информатики им. А. И. Берга ФИЦ ИУ РАН.
В 2012—2018 годах — главный редактор журнала «Квант». С 2021 года — главный редактор журнала «Доклады Российской академии наук.
Математика, информатика, процессы управления».
Участвовал в разработке образовательных стандартов для школы: в 1996 году для Москвы, ФГОС 2004 и 2009 годов.
Руководитель научно-методического совета Федерального института педагогических измерений (ФИПИ) по государственной итоговой аттестации (ГИА) по математике, член научно-методического совета ФИПИ по ГИА по информатике.
Действительный член Российской академии наук по отделению математических наук с 29 декабря 2011 года, академик Российской академии образования с 19 ноября 2010 года.

## Награды и звания
- Медаль «В память 850-летия Москвы» — «за значительный вклад в развитие города Москвы» (1997 год)[7].
- Премия Президента Российской Федерации в области образования — «за разработку и практическую реализацию целостной концепции „Информационное образовательное пространство региона“ для региональных систем образования» (1997 год)[8].
- Нагрудный знак «Почётный работник общего образования Российской Федерации» — «за заслуги в области образования России» (2000 год)[9].
- Почётное звание «Заслуженный работник высшей школы Российской Федерации» — «за заслуги в научно-педагогической деятельности и подготовку квалифицированных кадров» (2005 год)[10].
- Премия РАН им. А. Н. Колмогорова — "за серию работ «Об уточнении оценок А. Н. Колмогорова, относящихся к теории случайности» (2006 год)[11].
- Премия Правительства РФ в области образования — "за создание научно-практической разработки «Комплексная модель информатизации образования: учитель — школа — муниципалитет — регион» (2009 год)[12].
- Премия Юнеско имени короля Хамада Бин Исы Аль-Халифа — «за использование информационно-коммуникационных технологий (ИКТ) в образовании» (2009 год)[13][14].
- Орден Дружбы — «за достигнутые трудовые успехи и многолетнюю плодотворную работу» (2010)[15].
- Благодарность Президента Российской Федерации — «за достигнутые трудовые успехи и многолетнюю добросовестную работу» (2012 год)[16].
- Орден Почёта — «за заслуги в развитии науки, образования, подготовке квалифицированных специалистов и многолетнюю плодотворную работу» (2016 год)[17].
- Орден Александра Невского — «за большой вклад в развитие отечественной науки, многолетнюю плодотворную деятельность и в связи с 300-летием со дня основания Российской академии наук» (2024 год)[18]

## Публикации
Автор более 400 научных трудов по математике, информатике и образованию.

### Математика. Наиболее значимые работы и публикации
- The Lattice of Definability. Origins, Recent Developments, and Further Directions. Lecture Notes in Computer Science. Springer, 2014. V. 8476. — P. 23 — 38.
- Об уточнении оценок Колмогорова, относящихся к датчикам случайных чисел и сложностному определению случайности. Доклады Академии наук. 2003 в соавторстве с Ан. А. Мучником. Т. 391. № 6. — С. 738—740.
- Теория алгоритмов: основные открытия и приложения (Наука, 1987) в соавторстве с В. А. Успенским.
- Decidability of Monadic Theories. Lecture Notes in Computer Science, 1984. V. 176. — P. 162—175.

### Информатика и ИКТ в образовании. Наиболее значимые работы и публикации
- Концептуальные проблемы информатики, алгоритмики и программирования в школе. Вестник кибернетики. Международный журнал, № 2(22), 2016. — С. 11 — 15.
- Формирование ИКТ-компетентности младших школьников, пособие для учителей начальной школы и руководителей образовательных организаций. (Просвещение, 2012) в соавторстве с Е. И. Булин-Соколовой, Т. А. Рудченко, Е. Н. Хохловой.
- Информатика в начальном образовании: Рекомендации (ЮНЕСКО, 2000).
- Информационные и коммуникационные технологии в общем образовании: теория и практика (ЮНЕСКО, 2006), доступно на 3 языках ООН.
- Андрей Угланов. Академик Алексей Семёнов: Взгляды Германа Грефа заставляют нас задуматься о происходящем. Аргументы недели № 50(794) (21 декабря 2021). Дата обращения: 2 сентября 2022.

### Педагогическое образование. Наиболее значимые работы и публикации
- Учим учиться и учить. О возрождении педагогического образования, принципах работы педагогического университета и перспективах его выпускников. Российская газета, 7127(259), 15 ноября, 2016.
- Информационные и коммуникационные технологии в подготовке преподавателей: Руководство по планированию (ЮНЕСКО, 2005).

### Разработка учебников. Наиболее значимые работы
- Основы информатики и вычислительной техники. Учебник для средней школы под ред. А. П. Ершова, авторы — А. Л. Семёнов, А. П. Ершов, А. Г. Кушниренко, Г. В. Лебедев (Просвещение, 1988). Первый учебник информатики для школы в СССР.
- УМК «Информатика» / А. Л. Семёнов и др. для 1—4 и 5—6 классов.
- Курс «Математика и информатика» для начальной школы (1-4 классы) / А. Л. Семёнов и др.